# Ancistrocerus oviventris oviventris
Ancistrocerus oviventris oviventris é uma subespécie de insetos himenópteros, mais especificamente de vespas pertencente à família Vespidae.
A autoridade científica da subespécie é Wesmael, tendo sido descrita no ano de 1836.
Trata-se de uma subespécie presente no território português.